# Oligodon woodmasoni
Oligodon woodmasoni là một loài rắn trong họ Rắn nước. Loài này được Sclater mô tả khoa học đầu tiên năm 1891.